# Arte do Japão

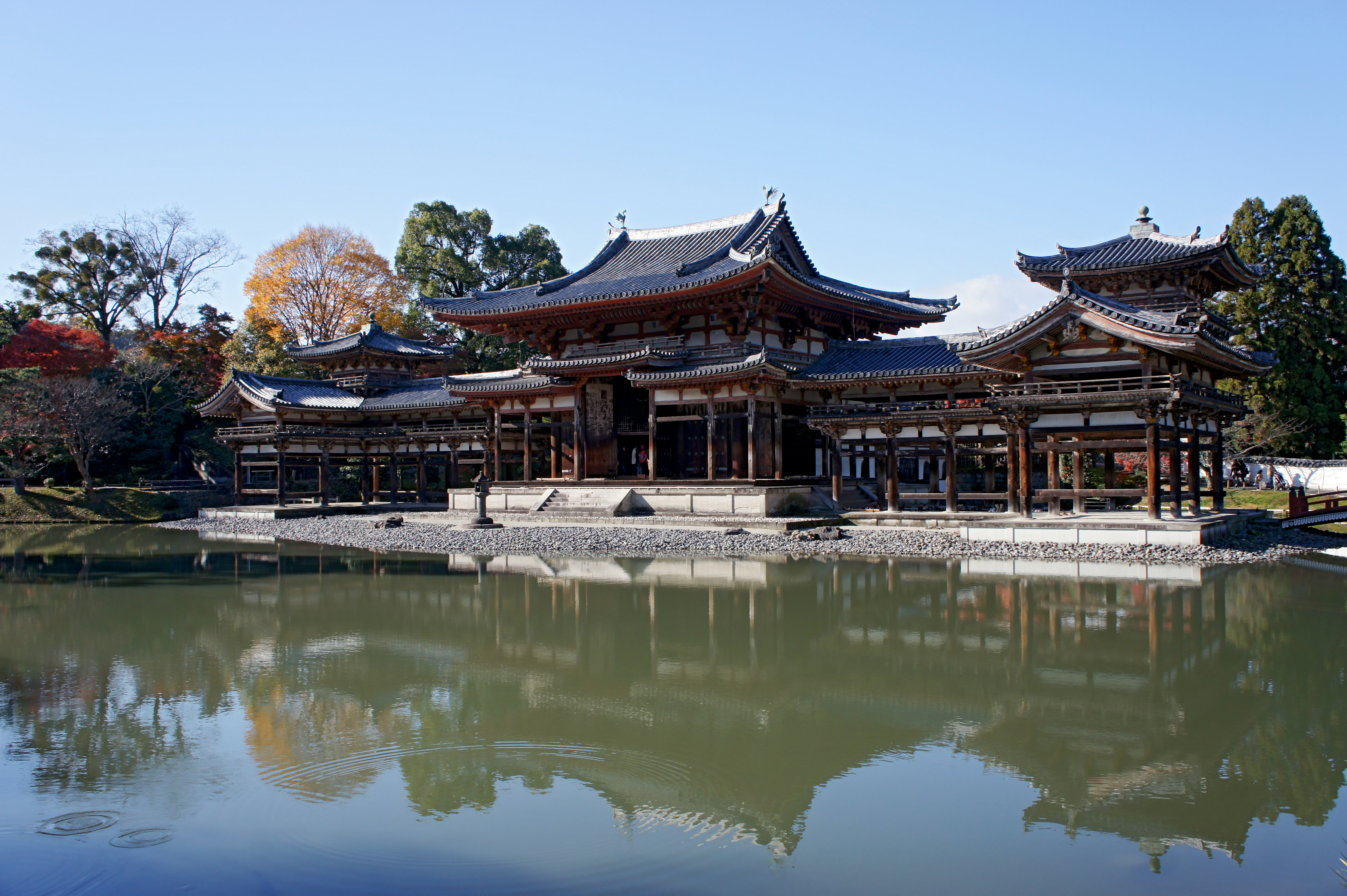
Byodo-in Phoenix Hall, Uji, Kyoto (1053).

A arte japonesa consiste numa ampla gama de estilos de arte e mídia que inclui cerâmica antiga, escultura, pintura a tinta e caligrafia em seda e papel, pinturas ukiyo-e e xilogravuras, cerâmica, origami, bonsai e, mais recentemente, as mangás e os animes. Aprofunda-se numa longa história, que vai desde os primórdios da habitação humana no Japão, em algum momento do 10º milénio a.C., até os dias atuais.
A arte do Japão atravessou inúmeras fases desde os imemoriais tempos desta civilização, alcançando magníficas realizações expressivas como as dos gravuristas do período Edo e outras. De modo geral, uma característica recorrente nas diversas manifestações da arte japonesa ao longo de sua história é a utilização de cores fortes, mas também ocorrem outras características nos diversos gêneros artísticos e nos vários períodos na história de cada gênero. A arte gravurista, por exemplo, conheceu características como o refinamento e o intimismo, e a magnífica junção de delicadeza e intensidade. Um exemplo de arte do Japão, no âmbito das artes cênicas, é o kabuki. Outro exemplo é oshie, a arte de fazer quadros de gueixas usando retalhos de fazenda coloridas.

## Os gravuristas japoneses
José D'Assunção Barros, ao examinar a arte gravurista do período Edo, faz notar que estes gravuristas estavam atentos a alguns princípios estéticos fundamentais, tais como a miyabi, que significa algo como "elegância refinada", a wabi (prazer da tranquilidade), a sabi ("simplicidade elegante"), e a mono no aware (phatos da natureza).

## A assimilação da arte japonesa pelos artistas ocidentais
A arte japonesa influenciou a arte ocidental, notadamente a chamada arte moderna, em diversas oportunidades. José D'Assunção Barros, que estudou essa questão, desenvolveu a hipótese de que uma nova forma de relacionamento com a alteridade artística foi precisamente uma das características mais marcantes dos movimentos da Arte Moderna no ocidente, e entre estas várias assimilações da alteridade a da Arte Japonesa ocupa um lugar de destaque. Houve por exemplo uma notável assimilação da arte dos gravuristas japoneses dos séculos XVII e XVIII pelos pintores impressionistas, com especial destaque para os nomes de Monet, Degas, Toulouse Loutrec, Renoir. Mas depois, viriam as apropriações da arte japonesa e de outras influências orientais levada a cabo pelos fauvistas, com especial destaque para Matisse, que assimila dos gravuristas japoneses aspectos vários como o uso de cores fortes. Ou seja, enquanto os pintores impressionistas haviam se inspirado nos gravuristas japoneses para captar virtudes como a "serenidade" e o "refinamento", já a atenção de Matisse se voltaria mais especificamente para as "vastas superfícies sem sombras que aparecem em algumas das estampas japonesas", além da assimilação igualmente importante das "cores puras que ali surgem de maneira franca e desimpedida"  . É também uma outra assimilação da alteridade japonesa, novamente voltada para a delicadeza e refinamento, a que encontraremos nos artistas da Arte Noveaux.

## Galeria

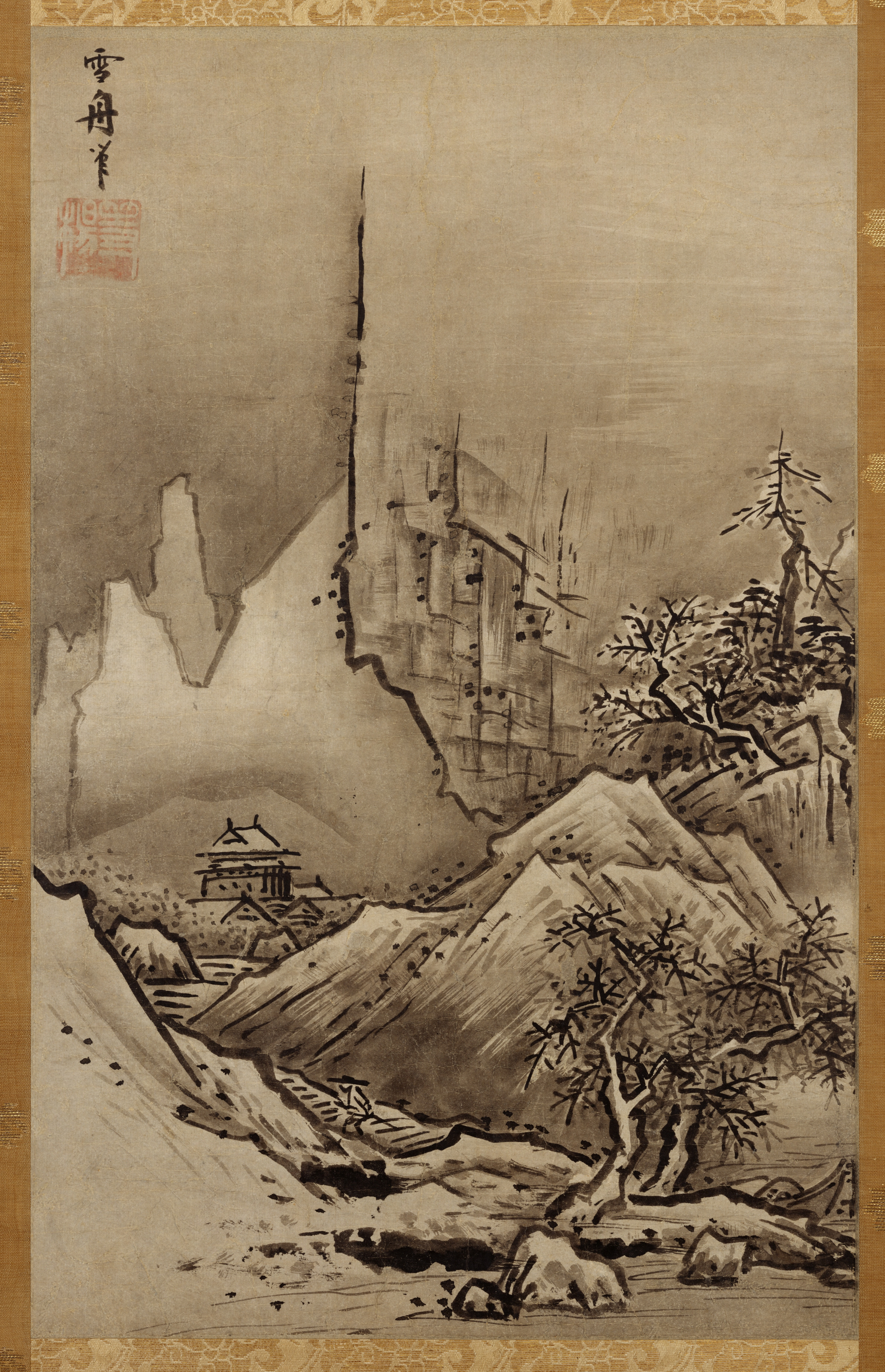
Sunjusansui-zu (século XV) de Sesshu Toyo
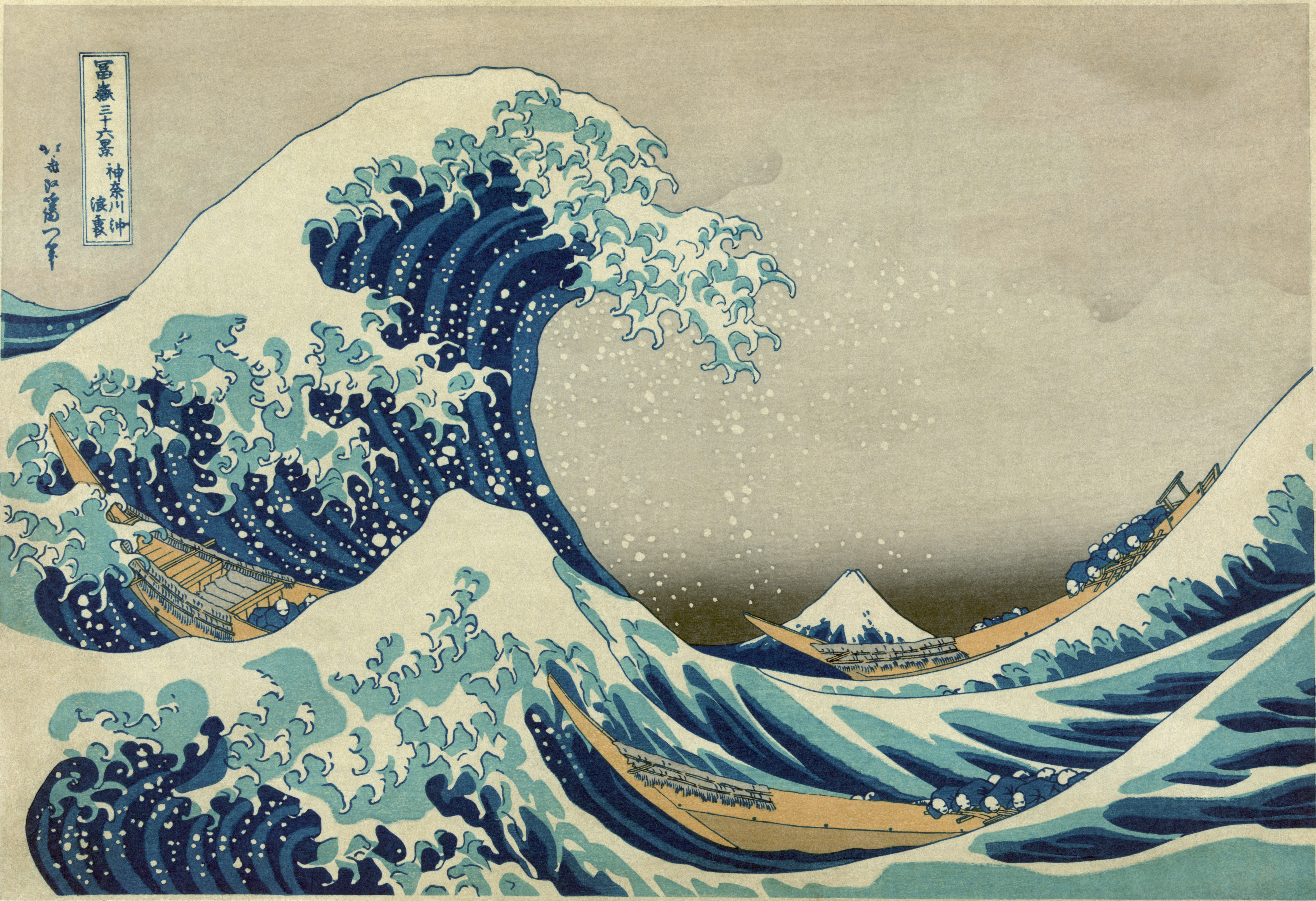
A Grande Onda de Kanagawa (1830 - 1833), gravura de Katsushika Hokusai, Metropolitan Museum of Art, Nova Iorque.